# ZZ Top
ZZ Top je ameriška rock skupina, ki je bila ustanovljena leta 1969 v Houstonu, Teksas.
Skupina od ustanovitve naprej deluje v nespremenjeni zasedbi, njeni člani pa so Billy Gibbons (kitara, orglice), Dusty Hill (bas kitara) in Frank Beard (bobni). Skupino je od začetka pa vse do leta 2008 spremljal tudi producent Bill Ham. 

## Zgodovina
Prvo ploščo je skupina izdala leta 1971, poimenovala pa jo je kar ZZ Top's first album. Naslednje leto so izdali ploščo Rio Grande Mud, leta 1973 pa Tres Hombres, s katere je tudi prvi pravi hit skupine, pesem z naslovom »La Grange«. Skupina se je s to ploščo uveljavila na glasbeni sceni in je že leta 1974 priredila koncert, na katerem se je zbralo 80.000 ljudi. 
Leta 1975 so izdali ploščo z naslovom Fandango. Ena stran plošče je bila posneta v živo na drugi strani pa so studijski posnetki. Na tem albumu so bili hiti kot so Tush, Heard it on the X, Mexican Blackbird, ... 
Že naslednje leto je skupina izdala kar dve plošči, v živo posneto Bringing Texas to people, ki so jo posneli na svoji turneji World Texas Tour ter ploščo z naslovom Tejas. 
Po tem albumu je skupina za tri leta prenehala z delovanjem, leta 1979 pa so se vrnili na glasbeno sceno s povsem spremenjenim zunanjim izgledom. Med triletnim premorom so si člani zasedbe pustili rasti brade, ki so kasneje postale njihov glavni zaščitni znak. Tega leta so izdali ploščo Deguelo, na kateri sta bila tudi hita »I'm bad I'm nationwide« in »Cheap sunglases«. Leta 1981 so izdali še manj odmevni album El loco.
Leta 1983 je skupina svoj umazani blues prvič združila z elementi elektronske glasbe. Eden najbolj prepoznavnih tovrstnih hitov je pesem »Eliminator«. Skupina se je kmalu osredotočila na snemanje zabavnih videospotov, s katerimi so zaslovele skladbe »Legs«, »Sharp dressed man« in »Gimme all your lovin'«. Do konca osemdesetih let 20. stoletja so izdali še dve plošči, katerih imeni sta ponazarjali kaj se dogaja z njihovo glasbo; prva se imenuje Afterburner, druga pa Recycler. Na obeh albumih je namreč skupina preigravala svoje stare uspešnice v spremenjeni obliki. Leta 1992 so priredili znano skladbo »Viva las Vegas«, pred tem pa so leta 1990 izdali trojni CD Six pack, ki vsebuje prvih 5 plošč in še El loco. 
V devetdesetih so nato ZZ Top opustili elektroniko in se vrnili v začetno obdobje. Rezultat tega je album Rhytmeen. Zadnjo ploščo so izdali 2003, leta 2008 pa so odpustili starega producenta in podpisali pogodbo z Rickom Rubinom, s katerim naj bi posneli nov album.

## Diskografija
- ZZ Top's First Album (1971)
- Rio Grande Mud (1972)
- Tres Hombres (1973)
- Fandango! (1975)
- Tejas (1976)
- Degüello (1979)
- El Loco (1981)
- Eliminator (1983)
- Afterburner (1985)
- Recycler (1990)
- Antenna (1994)
- Rhythmeen (1996)
- XXX (1999)
- Mescalero (2003)
- La Futura (2012)